# Ingela Söderlund
Ingela Margareta Söderlund, (ogift Nilsson) född 4 januari 1960 i Hög, är en svensk countrysångerska, skådespelerska, revy- och musikalartist samt stå-upp komiker. Hon har ett förflutet i Iggesundsgänget.

## Melodier på Svensktoppen
- Att det kan bli så tyst - 2000
- Idag kommer aldrig någonsin igen 2000
- Ett blankt papper - 2001
- Tills havet sinat ut - 2001
- Det finns så mycket vackert - 2001

### Missade listan
- Vågar jag fråga - 1999